# Zalman Shazar
Pour les articles homonymes, voir Shazar.
Zalman Shazar, (hébreu : זלמן שזר) né le 24 novembre 1885 à Mir et mort le 5 octobre 1974 à Jérusalem, est un écrivain, poète et journaliste israélien, dont la vie a surtout été marquée par sa présidence de l'État d'Israël.

## Biographie
Shnéour Zalman Rubashov (biélorusse : Шнэер За́льман Рубашо́ў, russe : Шне́ер За́лмен Рубашо́в, yiddish : שניאור זלמן רובאשאוו) reçoit une éducation religieuse relativement stricte dans une famille hassidique d'obédience habad-Loubavitch à Mir près de Minsk dans l'Empire russe (aujourd'hui Voblast de Hrodna).
Il reste impliqué avec le mouvement Habad jusqu'à la fin de ses jours, aidant le rabbin Yossef Yitzchok Schneersohn, le sixième Rabbi de Loubavitch, à fonder le village de Kfar-Habad et, à sa demande, permettant à la communauté religieuse d'Israël de créer son propre système éducatif. Il a ensuite eu une longue correspondance avec le rabbi Loubavitch Menachem Mendel Schneerson et lui rend visite à plusieurs reprises à New York,.
À l'époque où il vivait à Tel Aviv, Shazar rencontra le rabbin Shmuel Meir Anshin, un libraire qui fut l'un des premiers Breslev à Jérusalem. Plus tard, Shazar fit la connaissance du Rav Israël Dov Odser de Hassidout Breslev, une relation qui s'est ensuite transformée en une grande amitié. Shazar a conservé les lettres de Rabbi Israël, elles sont publiées sous forme d'un livre nommé « Ibé Hanah'al » . Dans ces lettres, Rabbi Israël écrit des mots d'encouragement à Shazar à partir des enseignements de Rabbi Nahman de Breslev. Plus tard, Shazar se rapprocha du judaïsme et du mouvement Breslev, et vint même plusieurs années prier avec les hassidim de Breslev à Roch Hachana.
À l'adolescence, il s'implique dans le mouvement Poale Zion et plus tard fait un long séjour en Palestine, il y aura une relation amoureuse avec la poétesse Rachel (Rachel Blaustein) entre 1911 et 1913. Il immigre sous le mandat britannique de la Palestine, choisit comme patronyme hébraïsé Shazar (hébreu : שזר) qui est l'acronyme de ses prénoms et nom. Il se marie avec Rachel Katznelson (1885 - 1975), importante figure du sionisme socialiste, en 1920, et devient membre du secrétariat de la Histadrout en 1924.

### Carrière journalistique et politique
En 1924, il est aussi journaliste au journal Davar dont il devient rédacteur en chef de 1944 à 1949.
Il est élu à la première Knesset en 1949 en tant que membre du Mapaï et est nommé ministre de l'Education au sein du premier gouvernement de David Ben Gourion. Il n'est pas membre du second gouvernement de Ben Gourion, mais conserve son siège aux élections de 1951 et 1955. Il est également devenu membre de l'exécutif de l'Agence juive en 1952. Il démissionne de la Knesset en 1956 et, de 1956 à 1960, devient président par intérim de l'exécutif de l'Agence juive à Jérusalem.
Le 21 mai 1963, la Knesset le nomme président de l'État d'Israël, succédant à Yitzhak Ben-Zvi. En 1968, il est réélu président pour un second mandat de cinq ans qu'il mena à terme.
Sa présidence est, entre autres, marquée par la guerre des Six Jours (1967), la résolution 242 des Nations unies (1967) et la guerre du Kippour (1973).

### Présidence de l'État d'Israël

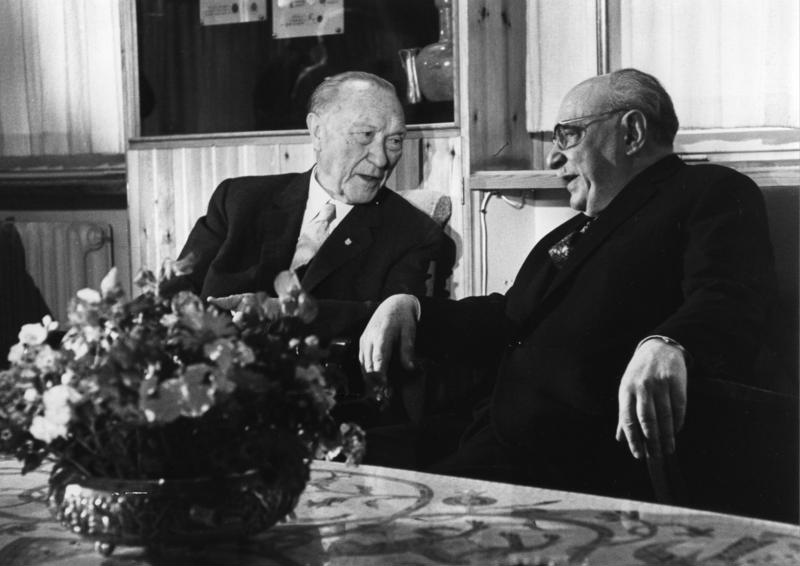
Zalman Shazar avec le chancelier Konrad Adenauer en mai 1966

Le 21 mai 1963, la Knesset le nomme président de l'État d'Israël, succédant à Yitzhak Ben-Zvi. La même année, il assiste aux funérailles de John F. Kennedy après son assassinat à Dallas. En 1964, lors de la visite du pape Paul VI en Israël, Shazar lui lit le verset de Michée qui stipule que, même si d'autres nations pouvaient suivre d'autres dieux, « nous marcherons au nom de notre Seigneur, Dieu pour toujours ». Il gracie les assassins de Rudolf Kastner en mai 1963. Il est réélu pour un second mandat en 1968.
En 1969, Shazar envoie l'un des 73 messages de bonne volonté d'Apollo 11 à la NASA à l'occasion du premier alunissage de l'histoire. Le message repose toujours sur la surface lunaire aujourd'hui. Il est écrit : « Du président d'Israël à Jérusalem, dans l'espoir d'une « abondance de paix aussi longtemps que la Lune perdurera (Psaumes 72,7) » ».
En 1973, Éphraïm Katzir lui succède.
Shazar décède le 5 octobre 1974. Il est enterré sur le Mont Herzl à Jérusalem.

## Hommages
- En 1966, Shazar est co-lauréat avec Israël Efrat du Prix Bialik de littérature.
- Le portrait de Shazar est imprimé sur le billet de 200 shekel.
- Un lycée porte son nom à Kfar Saba.